# Alejandrina García Faure
Alejandrina García Faure (Bétera, 4 de diciembre de 1937 - Madrid, 28 de febrero de 2023) fue una artista plástica española que trabajó diferentes disciplinas artísticas como la pintura, el dibujo, los libros de artista, las instalaciones artísticas, los frescos (murales efímeros), los collages, el arte textil, los objetos (cajas de luz, pintadas, exlibris) y la cerámica.

## Trayectoria
Alendrina García Faure residió en Madrid, donde inició sus estudios de dibujo y pintura con el pintor y aguafuertista Eduardo Navarro. Continuó la práctica del dibujo en el Círculo de Bellas Artes de Madrid. Ingresa en la Real Academia de Bellas Artes de San Fernando en 1957, terminando sus estudios en 1962.
Trabajó principalmente con óleos y materiales naturales, pigmentos, objetos encontrados en la naturaleza: hojas, semillas, tierra, resinas… Posteriormente experimentó con acetatos, radiografías y objetos encontrados. 

Perteneció a una generación que estuvo entre el colectivo de artistas de la vanguardia española de postguerra 1957, El Paso, y el movimiento generacional de los 80´s la Movida.  
Según Juana Mordó: “Son nacidos y formados mal que bien bajo el signo de las carencias, ilusiones y esperanzas que califican a nuestra época en nuestro país, y que asumen conflictivamente, vitalmente, con todas las pasiones y desventuras del arte de nuestro tiempo”

En 1971 realiza las ilustraciones para la portada del disco, 

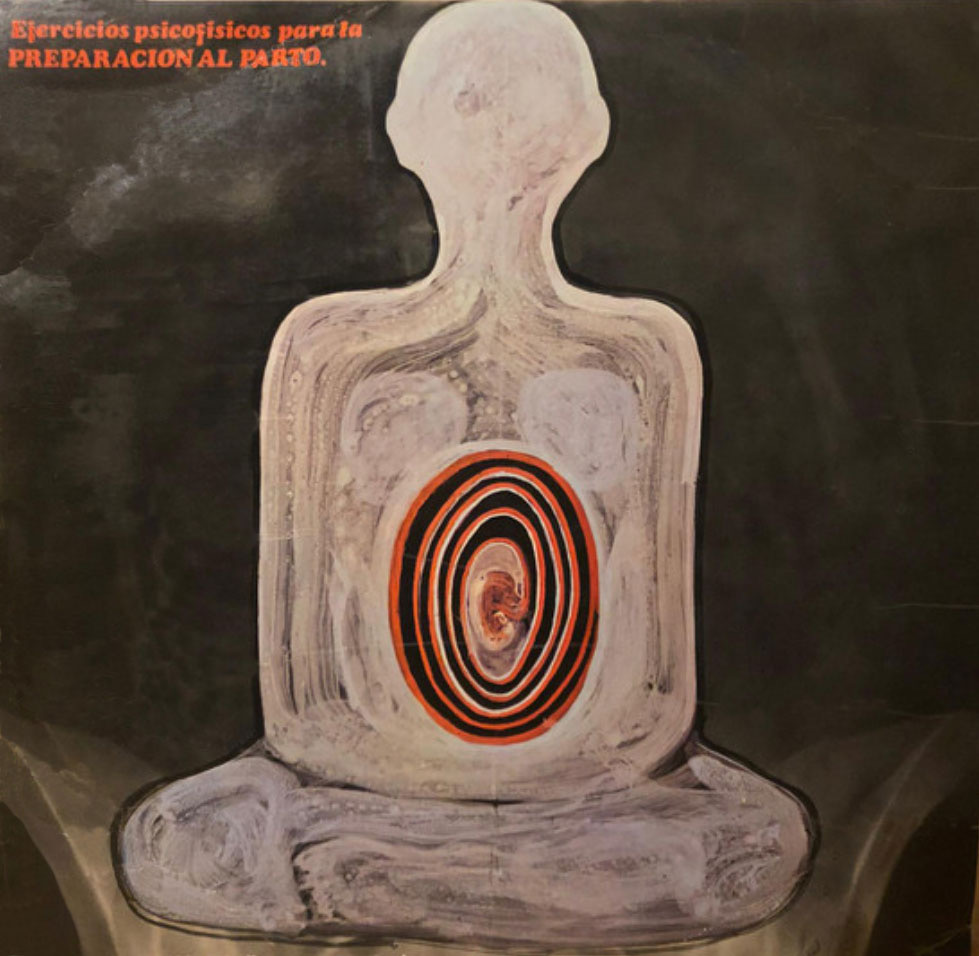
Ejercicios psicofísicos para la preparación al parto

“El parto sin dolor”,  proyecto del Dr. Guerrero Durán y el Dr. Sanchís Caballer – sobre ejercicios psicofísicos para la preparación al parto sin dolor, un método basado en las técnicas de respiración indias de a. C. y las de Fernand Lamaze.
En 1978 formó parte de la Asociación Sindical de Artistas Plásticos españoles, ASAP que hizo su primera exposición en colaboración con el ministerio de cultura Panorama 78  en el MEA de Madrid. Donde se empieza a definir como una generación comprometida con el arte.
Exposiciones individuales:  Madrid, Sevilla, Santander, Valladolid, La Coruña, Barcelona, Bilbao, León, Segovia, Ibiza, París... y en galerías de arte; Galería Abril (1970 ), Galería Cid (1974,1975 ), Galería Altex (1981),  en el Centro Cultural de la Villa de Madrid (1991) y Arcadia (1995) de Madrid; 1979); Casa de España, París (1979 ); Instituto Español, Londres (1984).

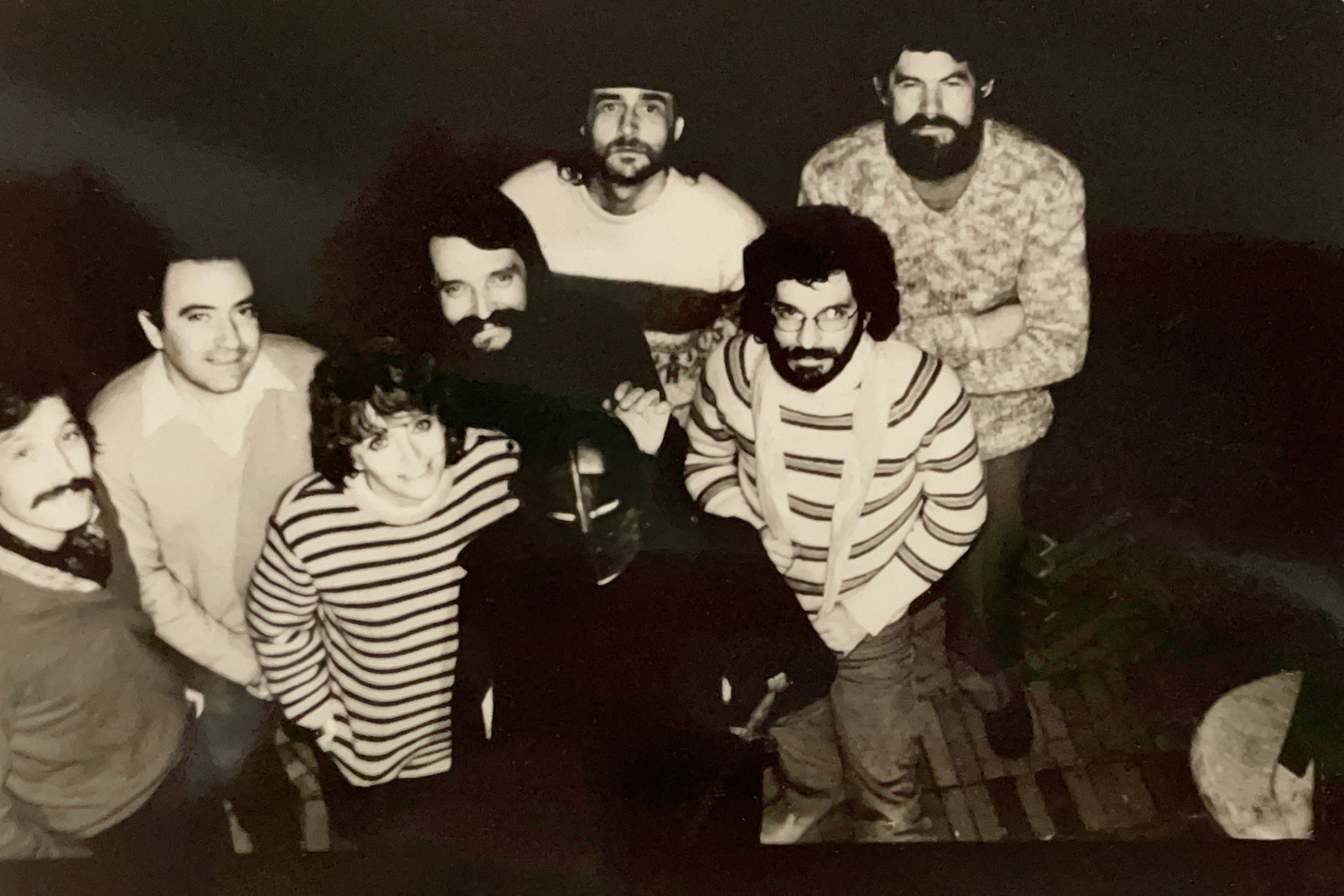
ABRA Primera cooperativa de Artistas plásticos en España 1982

En los 80, participó en colectivas e itinerantes como comisaria y artista: en 1982 con el grupo de artistas plásticos ABRA: José Emilio Antón, Luis Eduardo Aute, José Luis De Dios, Juan Antonio Sangil, Domingo Sarrey, José Vázquez Cereijo, grupo que creó la primera y única Cooperativa de Artistas Plásticos en España. presentándose con el apoyo de Mariví Otero en la galería ALTEX, y exponiendo después en Juana Mordó, Museo de arte Contemporáneo, Arco 84, en las salas Pablo Ruíz Picasso y en países como Países Bajos y Bélgica. El grupo ABRA también realizó “Arte para usar” camisetas y bolsas de tela pintadas por los artistas.
En 1988 fue comisaría y artista de la exposición itinerante Artistas españolas en Europa en la que se mostró a un significativo grupo de artistas femeninas españolas de diferentes disciplinas: Artes Plásticas: Virginia Lasheras, Totte Mannes Escultura: M Luisa Campoy Consuelo Gómez. Instalaciones: Concha Jerez, Ángeles Marco, Aurelia Muñoz.Tapices: M. Asunción Raventos. Libros de artista: Chari Goyeneche María del Carmen Pallares. Fotografía: Marga Clark, Cristina García Rodero, Música Composición: Consuelo Diez. Música Interpretación: M. Rosa Calvo Manzano, Genoveva Gálvez. Música Ritual: Esperanza Abad. Imagen:Pilar Miró, Josefina Molina, Mercedes Villaret. Dirección: Silvia Arlet, Carmen Sarmiento, Mirentxu Zabalegui, en Finlandia, Dinamarca, Alemania Wasserturm en Colonia, Frauen Museum en Bonn.

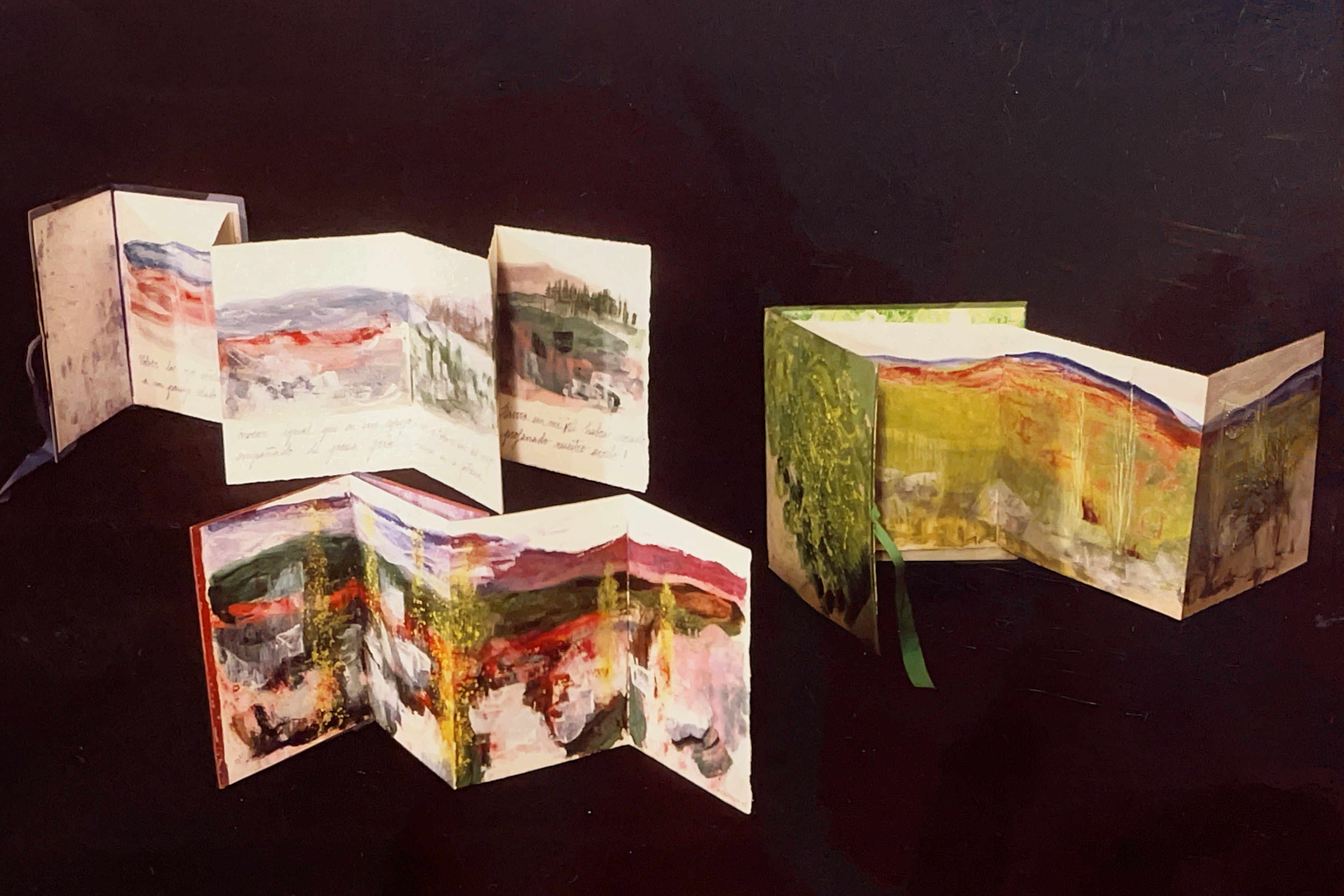
Libros desplegables: óleo sobre papel arches “carpetas de la sierra

En paralelo a su actividad pictórica entre 1981 a 2001 fué autora de Libros de artista y “carpetas artesanales y desplegables ” siendo pioneras/os en España con la  tercera muestra nacional en Salas Pablo Ruiz Picasso Madrid que organizó el ministerio de cultura1982. 
Según Catherine Coleman  “en esta tercera muestra nacional, (2) el libro español, particularmente cuando se refiere al libro-objeto, es una aportación muy positiva al fenómeno del libro de artista, (2) La primera muestra en España: Metronom, Barcelona, octubre-noviembre 1982; la segunda, Galería Ámbito, Madrid, organizado por el Atelier Bonanova 1982
Mostró sus libros en colectivas e individuales en España y en monográficas internacionales entre ellas
en 1986 1.ª muestra del libro Objeto en La Máquina Española de Sevilla. En 1988 la titulada “libros de artista” en la Calcografía Nacional de Madrid. En 1992 como “Les Livres DÁrtistes Spanoles” en la Galería Caroline Corre de París. En 1996 Artistbook International con la Galería May Moré y en ARCO-96. En 1999 “Artistas-Liburua” en el Museo de Las Encarnaciones Bilbao, en 2001 en la Sala Santa Catalina del Ateneo de Madrid
Presentó la edición del libro “Guadarrama luz y palabra” 1981 y “carpetas artesanales” en la galería Altex, en un momento de reconocimiento y merecida protección de la sierra por nuestra comunidad. Proyecto poético, plástico y artesanal (encuadernación ) que recopila 28 poemas de reconocidos poetas sobre el Guadarrama acompañados de la interpretación plástica de la artista, fue presentado por Luis Rosales, Pepe García Nieto, José Hierro, Paca Aguirre, Julieta Dobles, Laureano Alban, Carmen Pallarés, Justo Jorge Padrón, Santiago Herraiz y Carlos García Osuna.
Estatuas y Jardines (1988)
Intervenciones e instalaciones 1988 -1996 “Aromáticas” (Acción pictórica -instalación) síntesis de su trayectoria vital y artística.

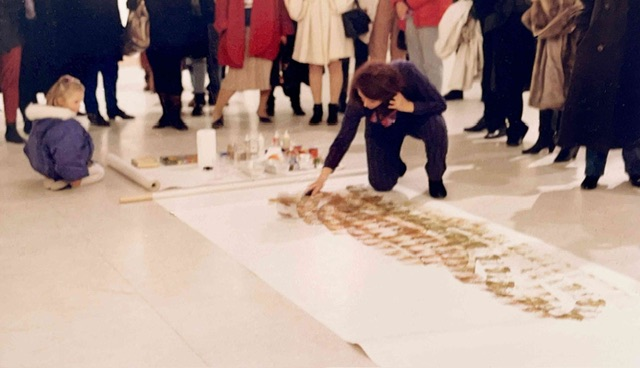
“Aromáticas” acción pictórica 1993

según Alejandrina   “El olfato y la vista se unen a la referencia plástica de la acción, el espectador percibe el triple mensaje sin necesidad de explicaciones verbales, y fija esta experiencia a su propia contemplación, de manera que esta ya no es solo mía, sino de ellos también”
Realizó estas acciones pictóricas en ciudades como Alcalá de Henares, Aranjuez, Ciudad Real, Zaragoza, Barcelona, en la Casa del reloj de Madrid (1993). Valle de la Fuenfria Cercedilla en 1996 

A partir de los 90  buscó nuevas formas de expresión plástica, objetos y cajas de luz, fruto de la necesidad de utilizar otros soportes y materiales, siempre en la búsqueda de la armonía entre lo vegetal y lo humano, utilizando óleo, resinas, barnices y semillas naturales.

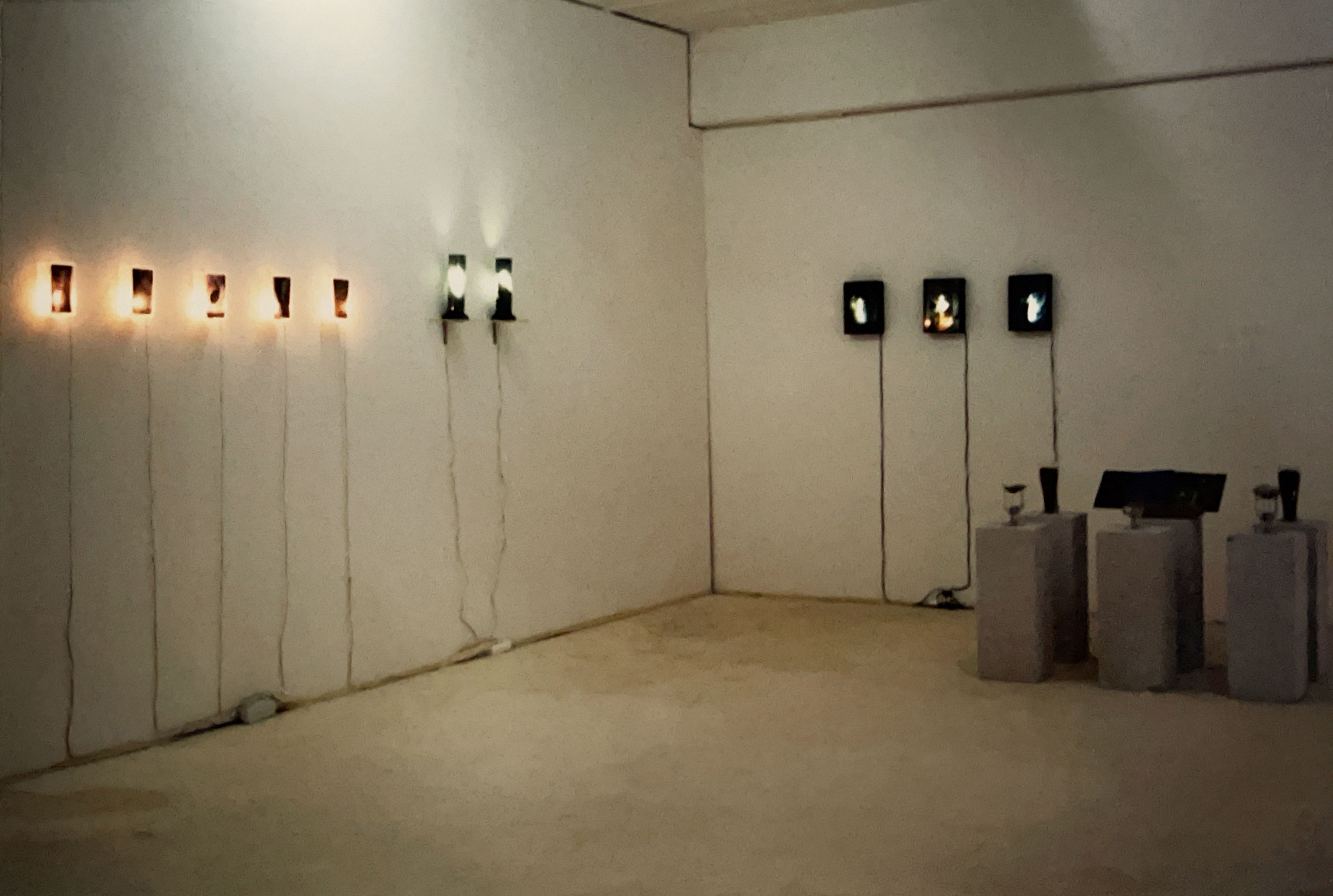
Instalación de cajas y objetos de luz en el Frauen Museum de Bonn 1994 Alemania serie “Spuren”

En 1991 interpretación plástica de los poemas Laureano Alban para su libro de poemas  “Libro memoria infinita de America” en el Centro Cultural de la Villa de Madrid.
1991 Participación en la exposición de 20 artistas españolas “Homenaje a Nueva York“  presentada por el Centro Washington Irvin. 
En 1997 ALEJANDRINA; los diez últimos años, "la estatua y el paisaje" Caja Madrid organizó una exposición individual itinerante en León, Palencia, Valladolid, Zamora y Barcelona.
Entre los años 2000 - 2010. Creó e impartió TALLERES de aproximación a la naturaleza a través de la plástica.
CERÁMICA

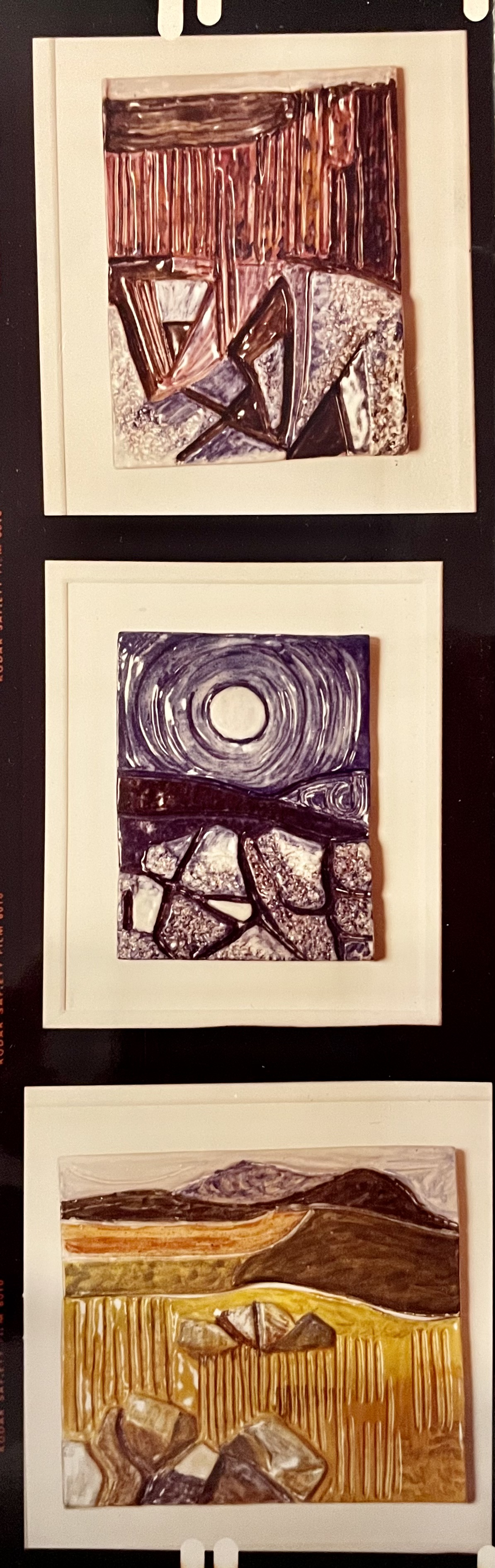
Cerámica tríptico

2000 colectiva en el Museo de Los Ángeles, de Turégano Segovia (1998 en el Palacio de la Diputación de Cádiz) En CVCM, Valencia. En 2001 colección "Museo de los Angeles" La Habana (Cuba).

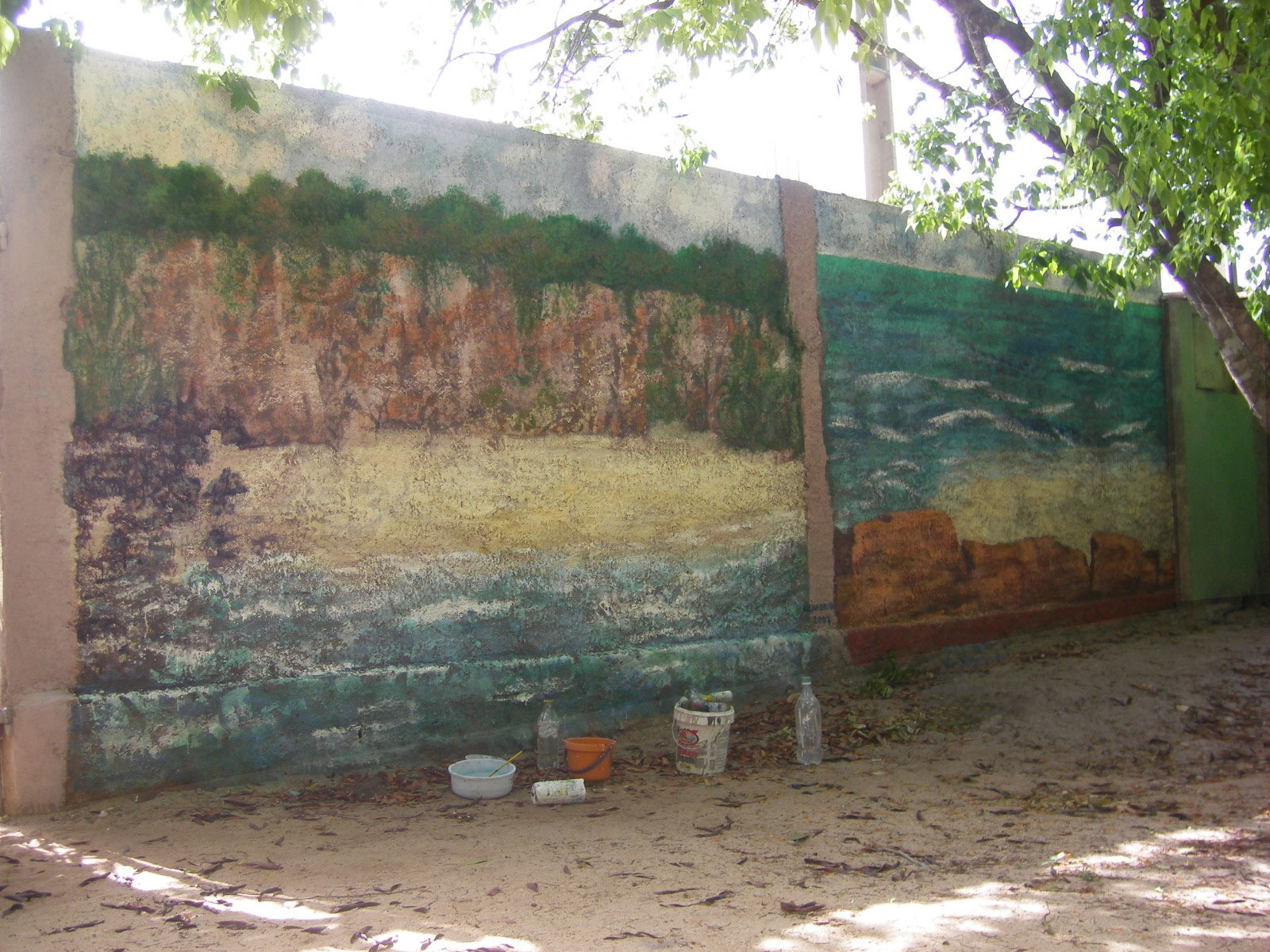
Murales efímeros de Alejandrina Garcia Faure Pipa Brasil 2007

2007 realizó Frescos (arte efímero) en Brasil, Pipa, con la intervención directa de la naturaleza y el tiempo.
En 2008 participa en FAIM Feria de Arte Independiente de Madrid.
2010 - Trabajo preparatorio sobre papel para los frescos y la realización del mural en el claustro del monasterio de San Julián de Samos, presentación de los Bocetos en la casa de Galicia 2010 . Proyecto patrocinado por la Junta de Galicia.
2014 -  Exposición insectos y paisajes.
Han escrito sobre su obra críticos de arte y escritores como Manolo Justa, José Hierro, A.M.Campoy, García Viñolas, Julián Casado, Castro Arines, JuliaTorrente Ballester, Víctor Nieto Alcaide, Julieta Dobles.

## Estilo artístico
Entre los 80/2000 Performance, acciones pictóricas, instalaciones “Aromáticas”, arte efímero. 

Impartió y creó Talleres de aproximación a la naturaleza.
 según Alejandrina “Esta conceptualización de la idea y el pensamiento sobre la naturaleza, no como algo que copiar o interpretar, sino como denuncia terriblemente urgente y de la que tendríamos que hablar en todos los idiomas y lenguajes posibles”
“Es muy importante también hacer llegar a través de este mensaje visual, la intencionalidad de protesta, queja o grito gestual del lenguaje plástico que es con el que mejor me expreso“

En los 60/70 realismo mágico
 Según el escritor Torrente Ballester  “Mira: así tus cuadros, en cuanto construcción en cuanto ejecución, no difieren de la pintura viril. Los temas, sin embargo, y los colores y matices, la materia en general y ese poco de misterio que pones en casi todo, y esa preferencia por la comunicación de entidades menudas -hojas, flores- y el modo mismo de pintarlas, ¿no pone de manifiesto un temblor, una mirada propios?¿No nos descubren modos de ser de las cosas  -esas flores, esas hojas- que a nosotros, hasta ahora, pasaron inadvertidos? ¿No será, sigo pensando, que ves un mundo a nosotros velado y que con tu arte nos lo revelas?…”
 Según el Poeta Pepe Hierro "Lo suyo parecen ser los paisajes soñados, perdidos en el tiempo, al borde de convertirse en nube, en polvo de niebla. Alejandrina se asoma a la naturaleza para idealizarla. No exalta, paganamente, lo vital, si no lo romántico, lo lírico, lo desmaterializado"
Su obra es, sobre todas las cosas, una actitud de amor y respeto por la naturaleza.

## Premios
| Año  | Premio                                        |  | Ciudad    |  |
| ---- | --------------------------------------------- |  | --------- |  |
| 1965 | Premio de pintura en el certamen de Gibraleón |  | Gibraleón |  |
| 1966 | Premio de Pintura en el certamen de Huelva    |  | Huelva    |  |
| 1968 | Premio Alcantara .Círculo de Bellas Artes     |  | Alcántara |  |
| 1970 | Premio de pintura Azorín                      |  | Alicante  |  |

## Obra
En curso  …. Xunta de Galicia Bocetos para la realización de un mural en el claustro del monasterio de San Julián de Samos presentación de los Bocetos en la casa de Galicia 2010.
Open Space/ página de internet participativa: http://www.Alejandrina.org
página de internet participativa 

## Legado
5 Libros de artista la colección de libros de artista de la Facultad de Bellas Artes UCM de Madrid.
En curso dibujos y libros de artista:
La colección de libros de artista de la Biblioteca Nacional de Madrid. 
CADLA Colección Archivo Documental del Libro de Artista.
Museo Nacional Centro de Arte Reina Sofía. 
Museo de la Real Academia de Bellas Artes De San Fernando.
La colección de libros de Artistas contemporáneos de la Facultad de Bellas Artes politécnica de Valencia.
Casa de Ameríca Madrid.

## Catálogos
Algunos Cátalogos:
- Grupo Abra. La Kermesse Mágica 1982
- Libros de artistas Ministerio de cultura. Dirección general de Bellas Artes, Archivos y Bibliotecas 1982
- Artistas Españolas en Europa 1989
- Buch-Art Buchobjekte europischer Künstlerinnen . Frauen Museum Bonn 1993
- Bocetos para la realización del mural en el claustro del Monasterio de Samos. Junta de Galicia 2010